# Холодняк Сава Тарасович
Са́ва Тара́сович Холодня́к (12 січня 1886 , Журавок, Городнянський повіт, Чернігівська губернія, Російська імперія  — невідомо ) — український радянський діяч, вчитель Городнянської середньої школи Городнянського району Чернігівської області. Депутат Верховної Ради УРСР 1-го скликання.

## Біографія
Народився 12 січня 1886 року в бідній селянській родині в селі Журавок, тепер Сновський район, Чернігівська область, Україна. Батько служив лісним сторожем у поміщика Борозніна і загинув, коли Саві Холодняку було п'ять років.
З 1896 року навчався у Городнянській чотирикласній міській школі Чернігівської губернії, яку закінчив із добрими та відмінними оцінками. У 1903 році закінчив однорічні педагогічні курси при Глухівському учительському інституті.
З 1903 року — вчитель сільських початкових шкіл Городнянського повіту Чернігівської губернії. У березні 1906 року був звільнений із учительської роботи за революційну агітацію. Півтора року пробув безробітним і лише восени 1908 року був прийнятий на роботу вчителя у сільську початкову школу.
У 1912—1914 роках — студент Глухівського учительського інституту.
З 1914 року — викладач фізики і математики у гімназіях та середніх школах Чернігівської губернії та області.
На 1938 рік — вчитель фізики Городнянської середньої школи № 2 Городнянського району Чернігівської області. Також викладав фізику та був завідувачем навчальної частини Городнянської педагогічної школи (технікуму).
26 червня 1938 року обраний Верховної Ради УРСР 1-го скликання по Городнянській виборчій окрузі № 139  Чернігівської області.
Член ВКП(б) з 1939 року.
На 1939 рік — завідувач Городнянського районного відділу народної освіти Чернігівської області.
Під час німецько-радянської війни перебував у евакуації.
На 1945 рік — директор Городнянського педагогічного училища Чернігівської області.

## Нагороди та звання
- орден Леніна (4.05.1939)
- заслужений вчитель Української РСР (1939)